# ガンペリー
ガンペリー (GUNPERRY) は、アニメ『機動戦士ガンダム』『機動戦士ガンダム 第08MS小隊』を始めとする「ガンダムシリーズ」のうち、宇宙世紀を舞台とする作品に登場する架空の兵器。ホワイトベース中央部の第3デッキに搭載されていたモビルスーツ (MS) 用の輸送機である。型式番号CB-X5。

## 機体解説
主に汎用輸送機として運用される。3基のローターで上昇し、4基のジェット・エンジンで前進するVTOL機である。左右の2基のローターは格納時には上方に折りたたむことができる。コンテナ内にはMSを1機（漫画『機動戦士ガンダム THE ORIGIN』では2機）収容することができる。コンテナ部分は着脱可能とされる。MSだけでなく人員輸送用としても運用され、胴体部には兵員室があり左右対面式で計12名分のシートがある。
全長・全幅もモビルスーツを運用するため作られたペガサス級強襲揚陸艦（ホワイトベースなど）への搭載が可能なサイズに収められ、ガンダムの空中換装や分離後のパーツ回収も単機で行うことができるが、ガンキャノンは“ガンキャノン砲(240mm砲)”の砲身が収まらないために輸送することができない（劇場アニメ『機動戦士ガンダム ククルス・ドアンの島』では、ガンダムと共に輸送できている）。コンテナ左右に大型ミサイル（左右合わせて6発）を搭載した対潜攻撃機としても出撃している。

## 空中換装
空中換装とは、先行して出撃しているコア・ファイターにガンペリーがガンダムの上半身Aパーツ・下半身Bパーツを空輸、空中にてコア・ファイターがコア・ブロックへ変形し、そこにガンペリーからA・Bパーツを投下し、レーザーセンサーで微調整しながらドッキングさせるというもので、（ガンダム）コア・ファイターのパイロットアムロ・レイとの連携で、戦闘の最中に関わらず成功している。

## 劇中での活躍
第8話では、ホワイトベースから下船するサイド7避難民の輸送を行っている。その際、損傷を装って不時着し、機内に隠していたガンダムでジオン軍の背後を突く作戦を実施、勝利に貢献した。
第13話では、ガンダムのパーツを輸送するために使用されている。この際カイ・シデンの提案により、初めて敵前での空中換装が実行された。また、第15話では、空中換装の訓練シーンに登場し、以降このシーンは、番組スポンサーからの「合体シーンを必ず出せ」との要求により、Gアーマー登場前の第20話まで、冒頭のナレーション部分で使用され続けた。
第23話では、先行して出撃したアムロのコア・ファイターを空中換装させるためにガンダムのパーツを運搬している。この際ジオン軍兵士からは「ナカワレ」と呼称されて、「白い奴を運んでいる」ことも知られていた。
第28話では、ジオン軍の女スパイであったミハル・ラトキエが翻意し、カイと共にガンペリーで戦闘に参加している（『THE ORIGIN』では、この際ガンダムを荷台に載せて水上の敵を狙撃するサブフライトシステム的な運用が試みられたが、安定性の悪さに業を煮やしたアムロが降下して水中戦に移行している）。被弾により操縦席からの対潜ミサイル発射操作ができなくなった際、コンテナへ降りたミハルが予備発射装置でミサイルを発射、ズゴック（劇場版ではグラブロ）を撃破するが、一発ずつ発射しろとのカイの警告を忘れて斉射したために想定外の爆風を受け、安全帯の類を着けていなかったミハルは、機外に吹き飛ばされて帰らぬ人となった。
なお劇中での登場は以上をもって終了であるが、第38話においてガンダムを回収する際にブライトがテキサスコロニー内に出動させようとした場面があるので（登場はなかった）、宇宙に上がってからもホワイトベースに搭載されていたのが分かる。
OVA『機動戦士ガンダム 第08MS小隊』にも登場。第7話で、陸戦型ジムを輸送していた。

## 強襲型ガンペリー
メカニックデザイン企画『MSV-R』に登場する派生機。型式番号：CB-X5[ SGT ]。
ガンペリー強襲型、ガンペリー・シギントとも呼ばれる。輸送機であったガンペリーに戦術的な運用能力を与える改良を施し、MS支援能力を強化した機体。コンテナ部の前後を挟み込むように構造物を追加し、ここに搭載した多数の観測・偵察機器によって味方MSの支援を行う。センサー群は自機の飛行補助にも用いられ、ミノフスキー粒子散布下でも高い飛行性能を発揮するとされる。
漫画『機動戦士ガンダム MSV-R ジョニー・ライデンの帰還』では、少なくとも4機が登場。ヴァースキ機を含む複数のジム・ナイトシーカーとその装備コンテナを第6環境改善プラントに空挺投下した。その後は高空に留まって情報収集を行うが、うち1機はジャコビアス・ノードのゲルググによる狙撃で第6環境改善プラントに墜落、航空燃料に引火し大規模な火災を引き起こす。残りの機は『あんな高価な物を撃ち落とされまくってはたまらん』との空挺隊指揮官の判断で後退させられた。

## グランペルリ
雑誌企画『A.O.Z Re-Boot ガンダム・インレ-くろうさぎのみた夢-』に登場する地上輸送艇。別名、陸戦型ガンペリー。
レジオンがガンペリーの設計をベースに開発した機体で、火星での飛行禁止令の影響もあり、航空機ではなくホバーで移動する艦艇となっている。飛行機ではなくなったために運用範囲は狭まったが、依然高い走破性を持っており、ギャロップのように、後部にカーゴユニットを牽引することが可能。カーゴは通常は一つで運用するが、複数繋いで列車のように大量輸送をこなすことができる。居住設備も備えており、ペイロードも大きいため、火星という本来人が住めない世界では、生活の場としても運用されている。